# Charinus madagascariensis
Charinus madagascariensis är en spindeldjursart som beskrevs av Fage 1954. Charinus madagascariensis ingår i släktet Charinus och familjen Charinidae. Inga underarter finns listade i Catalogue of Life.